# 1998 Titius
1998 Titius је астероид главног астероидног појаса чија средња удаљеност од Сунца износи 2,419 астрономских јединица (АЈ).
Апсолутна магнитуда астероида је 12,2.